# Hidrogliser
Hidrogliser je brod koji ima podvodna krila („hidrokrila“) koja ga pri gibanju izdižu na vodu.
Dok stoji, hidrogliser pluta kao i svaki drugi brod. Međutim, kada se ubrza počinje se uzdizati iznad vode. Na koncu se trup izdigne iznad vode pa izgleda kao obični brod na skijama. Kako je trup vani otpor se smanjuje. Osim toga, jer valovi prolaze ispod trupa vožnja je puno ugodnija. Kod većine hidroglisera dio podvodnog krila viri iz vode, tako da svako uzdizanje broda smanjuje uzgon, a svako ga poniranje povećava. Tako se održava ravnoteža između težine i uzgona, zbog čega brod stalno lebdi na približno istoj visini.

### Podvodna krila
Podvodna krila rade kao i zračna, to jest stvaraju dinamički uzgon skretanjem struje fluida. Zbog toga što je voda mnogo gušća od zraka ona mogu, u odnosu na zrakoplovna, biti patuljasta. Podvodna se krila postavljaju na potpornje pri pramcu i krmi.

## Vanjske poveznice
- "human powered hydrofoils" (engl.)
- "Hydroptere" (franc. & engl.)
- Webstranica "International Hydrofoil Society" (engl.)
- Hidrokrilac Hrvatska tehnička enciklopedija, portal hrvatske tehničke baštine. LZMK